# Evelyn Furtsch
Evelyn Pearl Furtsch, później Ojeda (ur. 17 kwietnia 1914 w San Diego, zm. 5 marca 2015 w Santa Ana) – amerykańska lekkoatletka specjalizująca się w biegach sprinterskich, złota medalistka letnich igrzysk olimpijskich w Los Angeles (1932) w sztafecie 4 × 100 metrów.

## Sukcesy sportowe
- wicemistrzyni Stanów Zjednoczonych w biegu na 100 yardów – 1931

| Rok  | Miasto      | Zawody               | Konkurencja        | Wynik       |
| ---- | ----------- | -------------------- | ------------------ | ----------- |
| 1932 | Los Angeles | igrzyska olimpijskie | sztafeta 4 x 100 m | złoty medal |

## Rekordy życiowe
- bieg na 100 metrów – 12,2 – 1932